# Eublemma perkeo
Eublemma perkeo là một loài bướm đêm trong họ Erebidae.